# Ях'я аль-Муайяд
Ях'я аль-Муайяд (араб. المؤيد يحيى بن حمزة; 15 жовтня 1270–1346) – імам Зейдитської держави у Ємені. Був нащадком імама Алі ібн Муси. Одночасно з ним свій імамат проголосили Ахмад бін Алі аль-Фатхі та Алі ан-Насір бін Салах.